# العين الصفراء (العراق)
العين الصفراء هي عين يجري منها ماء أصفر، وسميت بهذا اللون لأن مائها يقول عنه ذوو الخبرة ينفع في علاج الصفراء واليرقان، وتقع في شرقي الموصل، على مسيرة خمس ساعات منها. وعرف بهذا الأسم أيضاً الجبل الذي تنبع من لحفه. وعلى هذا الجبل ديران يحملان نفس الإسم: الأول يسمى دير الخنافس (الأعلى)، أو الدير الأعلى لكون أطلاله تقع في قمة جبل العين الصفراء، ويعرف هذا الجبل أيضاً باسم جبل مار دانيال نسبة إلى دانيال الناسك من أبناء المئة الرابعة للميلاد، والقريب من قرية برطلة الواقعة شرق الموصل، أما الدير الثاني يقع في سفح الجبل وعلى مسافة أربعين دقيقة من الدير الأول، ويقال له دير الخنافس (السفلي)، أو الدير السفلي لكونه يقع في أسفل الهضبة (الجبل)، وهو مختص بسكنى الرواهب وعلى مسافة قريبة منه تقع العين الصفراء. وهناك قرية آزق عند الجبل مقابل برطلى، وتحتها عين الصفراء، وقريب منها دير الخنافس. وهذه العين مقدسة لدى اليزيدية.